# Kaunganten
Kaunganten is een bestuurslaag in het regentschap Subang van de provincie West-Java, Indonesië. Kaunganten telt 3259 inwoners (volkstelling 2010).